# ساعد بن مرعي الحارثي
ساعد بن سعد بن مسلم بن مرعي النوفلي الحارثي المشهور بأبن مرعي، ولد عام 1358هـ، هو من مواليد ميسان وهي منطقة جنوب مدينة الطائف.
هو شاعر شعبي سعودي اشتهر في لون «الشقر» وهو لون جنوبي في جنوب المملكة، ولديه أيضا مشاركات في شعر القلطة وكان أبوه شاعر من أكبر شعراء الحجاز واشتهر أيضا بالشقر وأبدع فيه توفي في سنة 1425 هجرية.